# غوفر دارن
غوفر دارن (الاسم العلمي:Orthogeomys dariensis) هو نوع من الحيوانات يتبع جنس غوفر مستقيم من فصيلة الغوفرية.